# تلمبه شهید عتیقی
تلمبه شهید عتیقی، یک منطقه مسکونی از توابع بخش نگار، شهرستان بردسیر در استان کرمان ایران است.

## جمعیت
این روستا در دهستان نارپ قرار دارد و براساس سرشماری مرکز آمار ایران در سال ۱۳۹۵، جمعیت آن ۷۸ نفر (۲۶ خانوار) بوده‌است.